# KNBC
KNBC est une station de télévision américaine située à Los Angeles, Californie et appartenant à NBCUniversal et faisant partie du réseau NBC.

## Télévision numérique terrestre
| Canal virtuel | Image | Format | Programmation                       |
| ------------- | ----- | ------ | ----------------------------------- |
| 4.1           | 1080i | 16:9   | Programmation principale KNBC / NBC |
| 4.2           | 480i  | 16:9   | Cozi TV                             |
| 4.3           | 480i  | 16:9   | NBC American Crimes                 |
| 4.4           | 480i  | 16:9   | Oxygen                              |

Jusqu'au 20 décembre 2012, NBC California Nonstop était distribué en sous-canal numérique, qui a été remplacé par Cozi TV.